# Caleb Joseph
Caleb Martin Joseph (né le 18 juin 1986 à Nashville, Tennessee, États-Unis) est un receveur des Orioles de Baltimore de la Ligue majeure de baseball.
Il est le frère aîné du joueur de baseball Corban Joseph.

## Carrière
Joueur des Bisons, l'équipe de baseball de l'université Lipscomb à Nashville, Caleb Joseph est repêché par les Orioles de Baltimore au 7e tour de sélection en 2008. Il évolue plus de 6 saisons en ligues mineures avant de faire ses débuts dans le baseball majeur à l'âge de 27 ans, le 7 mai 2014. Les Orioles font appel à lui pour amorcer au poste de receveur un match face aux Rays de Tampa Bay en remplacement de Matt Wieters, blessé.
Tirant profit de la blessure de Wieters, Joseph est le receveur le plus utilisé par les Orioles en 2014, en plus de jouer en séries éliminatoires. En 82 matchs de saison régulière, Joseph frappe pour ,207 avec 9 circuits et 28 points produits. Il excelle surtout en défensive, : il mène la Ligue américaine en retirant 40 % des coureurs adverses en tentative de vol, et seul Yadier Molina des Cardinals de la Ligue nationale fait mieux que lui à ce chapitre dans les majeures. Joseph récolte son premier coup sûr dans le baseball majeur le 13 mai 2014 aux dépens du lanceur Drew Smyly des Tigers de Détroit et frappe son premier coup de circuit le 22 juin suivant contre David Huff des Yankees de New York.
Son coéquipier Matt Wieters étant blessé la majeure partie de l'année, Joseph est le principal receveur des Orioles en 2015 et il dispute 100 matchs.